# Biografielijst Sc

## Sca

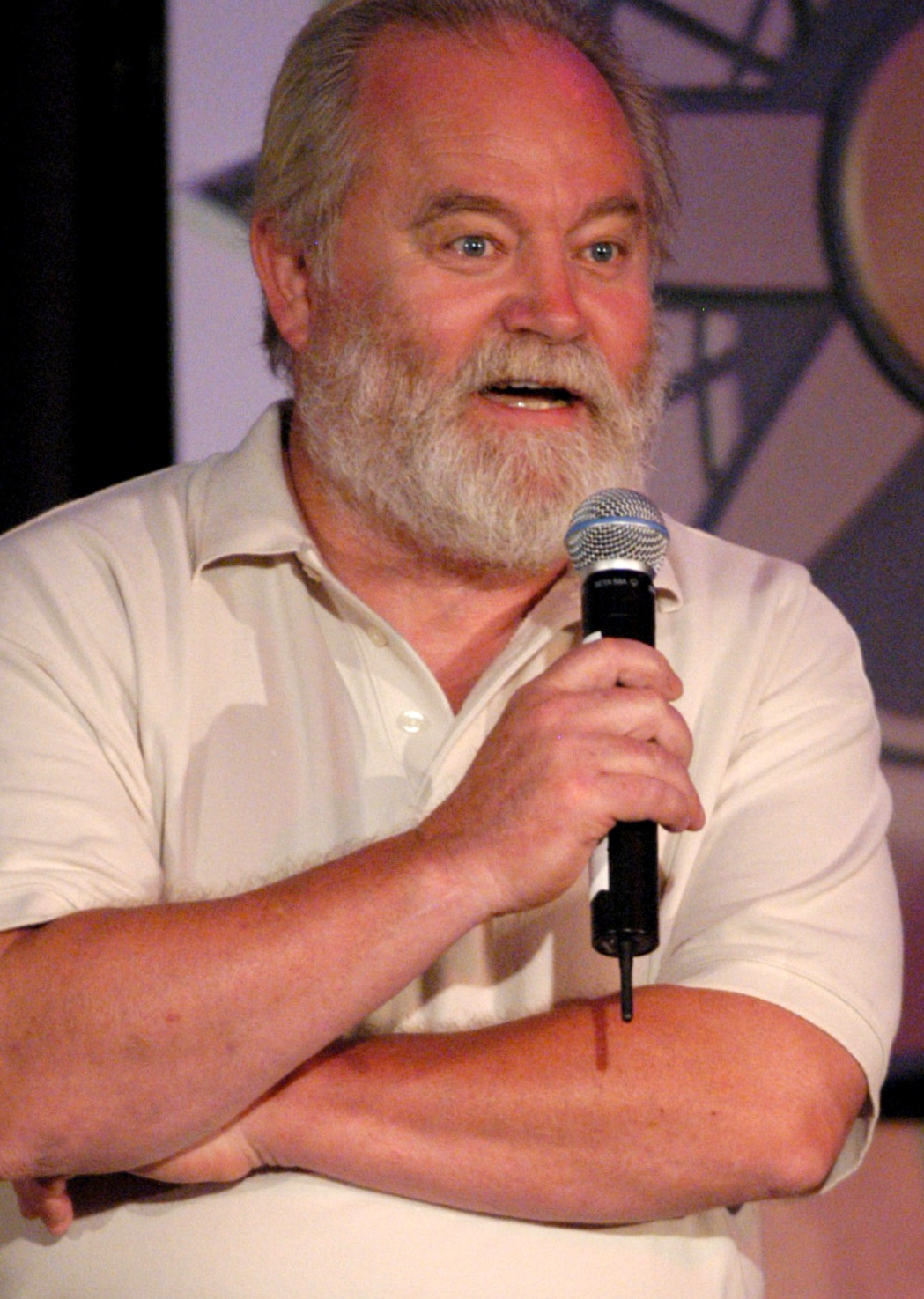
Alan Scarfe, 2005

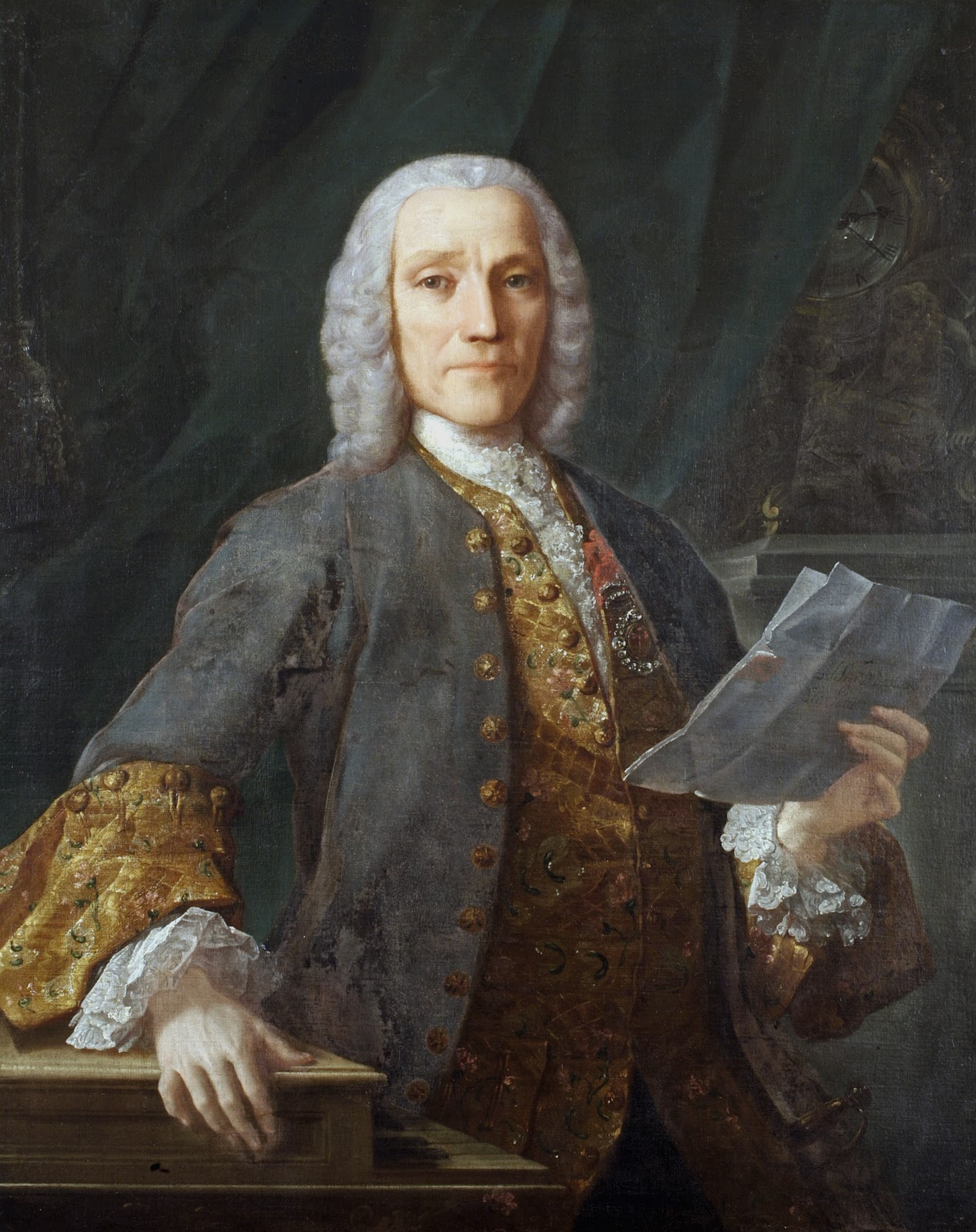
Domenico Scarlatti

- Oscar Luigi Scalfaro (1918-2012), Italiaans politicus en voormalig president van Italië
- Antonin Scalia (1936), Amerikaans rechter
- Jack Scalia (1950), Amerikaans acteur en filmproducent
- Steve Scalise (1965), Amerikaans politicus
- Gianluigi Scalvini (1971), Italiaans motorcoureur
- Salvatore Scamardella (1979), Italiaans wielrenner
- Peter Scanavino (1980), Amerikaans acteur
- Deborah Scanzio (1986), Zwitsers-Italiaans freestyleskiester
- Michele Scarabelli (1955), Canadees actrice
- Carl Scarborough (1914-1953), Amerikaans autocoureur
- Alan Scarfe (1946-2024), Brits-Canadees acteur
- Jonathan Scarfe (1975), Canadees acteur
- Gerald Scarfe (1936), Engels striptekenaar en illustrator
- Arthur Scargill (1938), Brits vakbondsleider en politicus
- Alessandro Scarlatti (1660-1725), Italiaans componist
- Domenico Scarlatti (1685-1757), Italiaans componist
- Giorgio Scarlatti (1921-1990), Italiaans autocoureur
- Fred Scarlett (1975), Brits roeier
- Mariela Scarone (1986), Argentijns hockeyster
- Michele Scarponi (1979-2017), Italiaans wielrenner
- Luca Scassa (1983), Italiaans motorcoureur
- Giovanni Scatturin (1893-1951), Italiaans roeier

## Sce
- Liam Sceats (2005), Nieuw-Zeelands autocoureur

## Scha

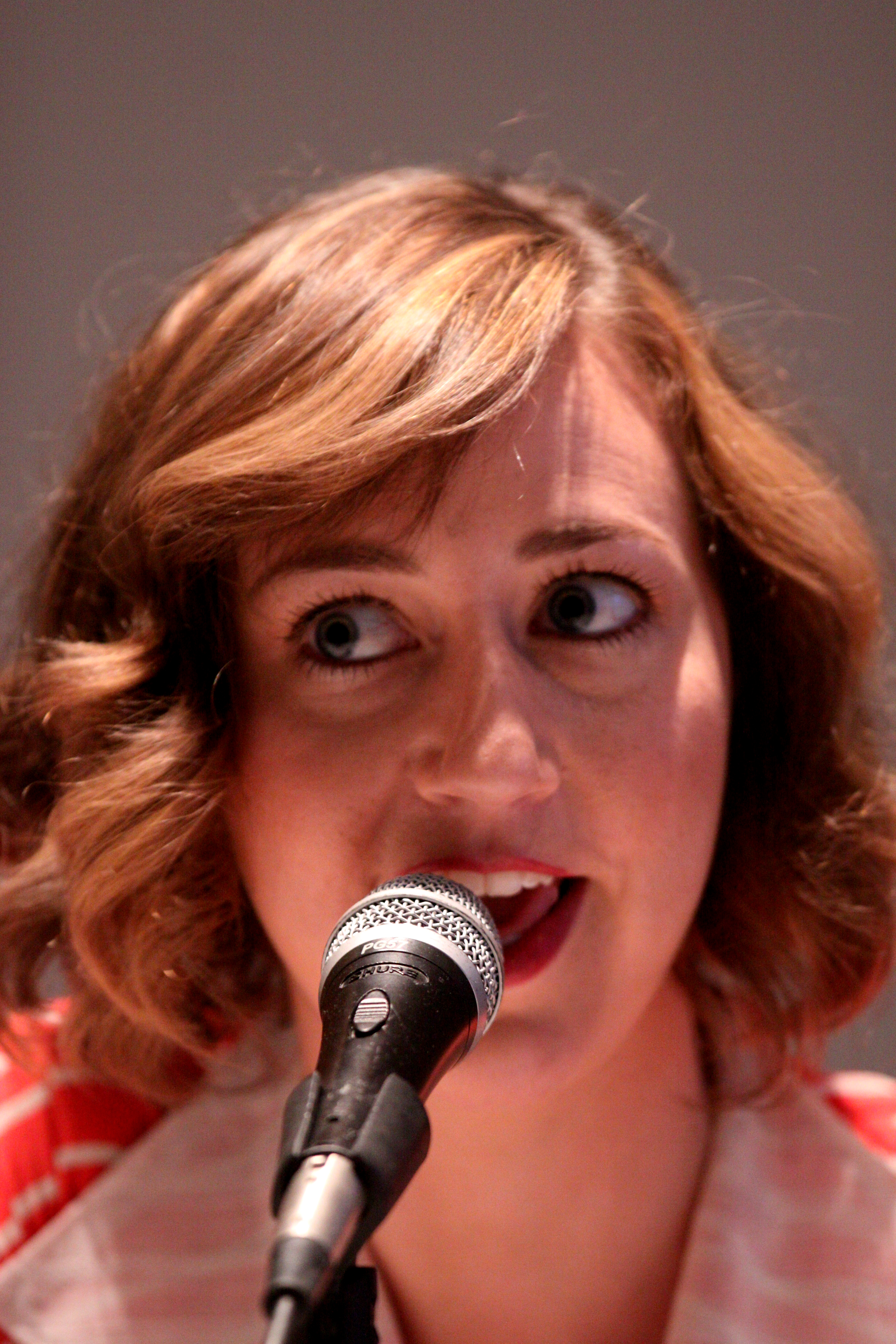
Kristen Schaal

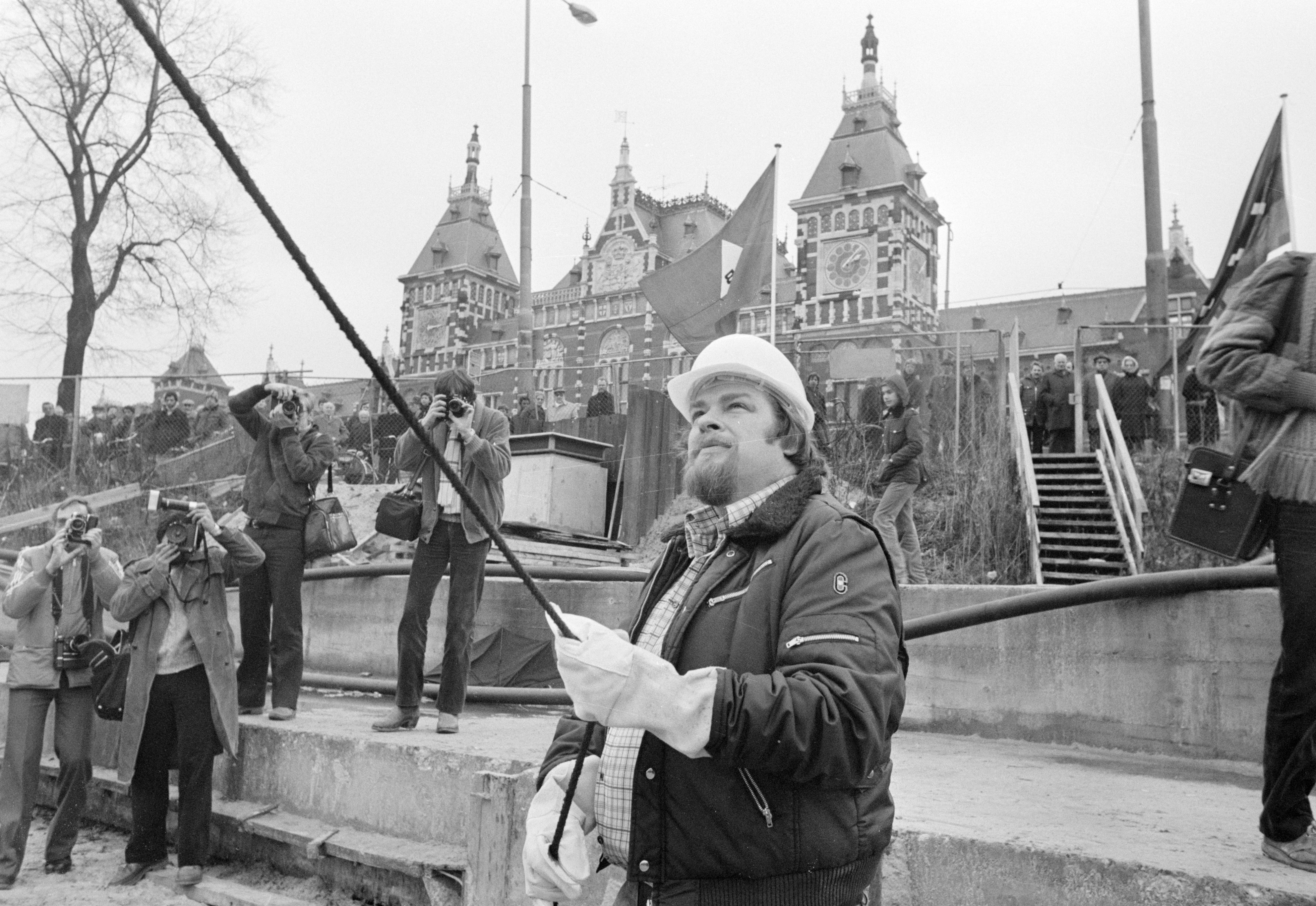
Jan Schaefer

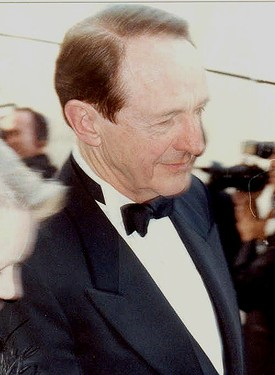
William Schallert, 2000

- Sjoerd van der Schaaf (1906-2006), Fries-Nederlands journalist, dichter en schrijver
- Ype Schaaf (1930-2003), Nederlands journalist en predikant
- Frank Schaafsma (1964-2024), Nederlands acteur en muzikant
- Sierd Schaafsma (1969), Nederlands jurist
- Kristen Schaal (1978), Amerikaans actrice en scenarioschrijfster
- Teddy Schaank (1921-1988), Nederlands actrice
- Elise Schaap (1982), Nederlands actrice en zangeres
- Jan Willem Schaap (1813-1887), Nederlands architect
- Nico Schaap (1946-2009), Nederlands acteur
- Peter Schaap (1902-1949), Nederlands collaborateur uit W.O. II
- Peter Schaap (1946-2025), Nederlands zanger en schrijver
- Rinus Schaap (1922-2006), Nederlands voetballer
- Stijn Schaars (1984), Nederlands voetballer
- Günter Schabowski (1929-2015), Oost-Duits politicus
- Walter Schachner (1957), Oostenrijks voetballer en voetbalcoach
- Hjalmar Schacht (1877-1970), Duits econoom
- Konstantin Schad (1987), Duits snowboarder
- Dutch Schaefer (1915-1978), Amerikaans autocoureur
- Jan Schaefer (1940-1994), Nederlands banketbakker en politicus
- William Arkwell Schaefer (1918), Amerikaans componist, muziekpedagoog en dirigent
- William Donald Schaefer (1921-2011), Amerikaans politicus
- Willis H. Schaefer (ook: Will Schaefer) (1928-2007), Amerikaans componist en dirigent
- Herman Schaepman (1844-1903), Nederlands dichter en politicus
- Kees Schaepman (1946-2022), Nederlands journalist
- Carolin Schäfer (1991), Duits atlete
- Dirk Schäfer (1873-1931), Nederlands componist, pianist en publicist
- Gerald Ludwig (Ger) Schäfer (1955), Nederlands producer, componist, musicus en bespeler van vele instrumenten
- Gustav Schäfer (1906-1991), Duits roeier
- Hans Schäfer (1927-2017), Duits voetballer
- Hermann Schäfer (1911-1977), Duits componist en dirigent
- Janne Schäfer (1981), Duits zwemster
- Karl Schäfer (1909-1976), Oostenrijks kunstschaatser en zwemmer
- Marcel Schäfer (1984), Duits voetballer
- Paul Schäfer (1921-2010), Duits nazi en sekteleider (Villa Baviera)
- Paulus Schäfer (1978), Nederlands gitarist en componist
- Raphael Schäfer (1979), Duits voetballer
- Robert R. Shafer (1958), Amerikaans acteur
- Ingrid Schäfer-Poels (1976-2025), Nederlands politiefunctionaris
- Simon Schaffer (1955), Brits wetenschapshistoricus
- Hannie Schaft (1920-1945), Nederlands verzetsvrouw
- Loes van der Schaft (1956-2011), Nederlands omroepster
- Riek Schagen (1913-2008), Nederlands schilderes en actrice
- Tessa van Schagen (1994), Nederlands atlete
- Frans van Schaik (1907-1990), Nederlands zanger
- Markus Schairer (1987), Oostenrijks snowboarder
- Maarten Schakel sr. (1917-1997), Nederlands politicus en verzetsstrijder
- Maarten Schakel jr. (1947), Nederlands politicus
- Alexander Schalck-Golodkowski (1932), Oost-Duits politicus
- Sjeng Schalken (1976), Nederlands tennisser
- Adolf Schaller (1956-2024), Amerikaans kunstschilder en illustrator
- William Schallert (1922), Amerikaans acteur
- Andrew Schally (1926-2024), Amerikaans endocrinoloog en Nobelprijswinnaar
- Simon Schama (1945), Brits historicus
- Nicéas Maurice Alphonse Schamp (1937), Belgisch professor
- Tonya Schamp (1995), Vlaams zangeres
- Herman Schaper (1949-2021), Nederlands diplomaat en politicus
- Puk Scharbau (1969), Deens (stem)actrice
- Peter Scharmach (1964), Duits-Nieuw-Zeelands autocoureur
- Andy Scharmin (1967-1989), Nederlands voetballer
- Haico Scharn (1945-2021), Nederlands atleet
- Paul Scharner (1980), Oostenrijks voetballer
- Hans Scharoun (1893-1972), Duits architect
- Hajé Schartman (1937-2008), Nederlands winkelier en politicus
- Clemens Schattschneider (1992), Oostenrijks snowboarder
- Leo Schatz (1918-2014), Nederlands kunstschilder, tekenaar en dichter
- Wolfgang Schäuble (1942-2023), Duits politicus
- Martin Schaudt (1958), Duits ruiter
- Joseph Schauers (1909-1987), Amerikaans roeier
- Arthur Schawlow (1921-1999), Amerikaans natuurkundige en Nobelprijswinnaar

## Sche

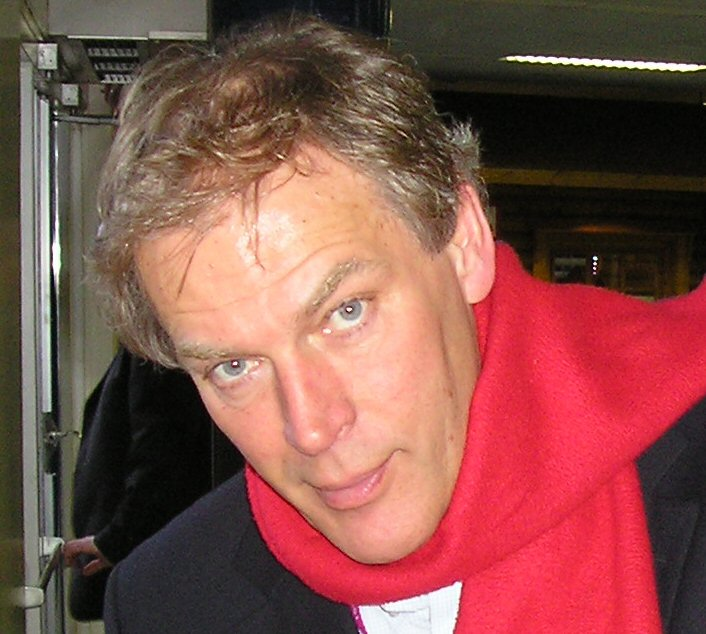
Ard Schenk

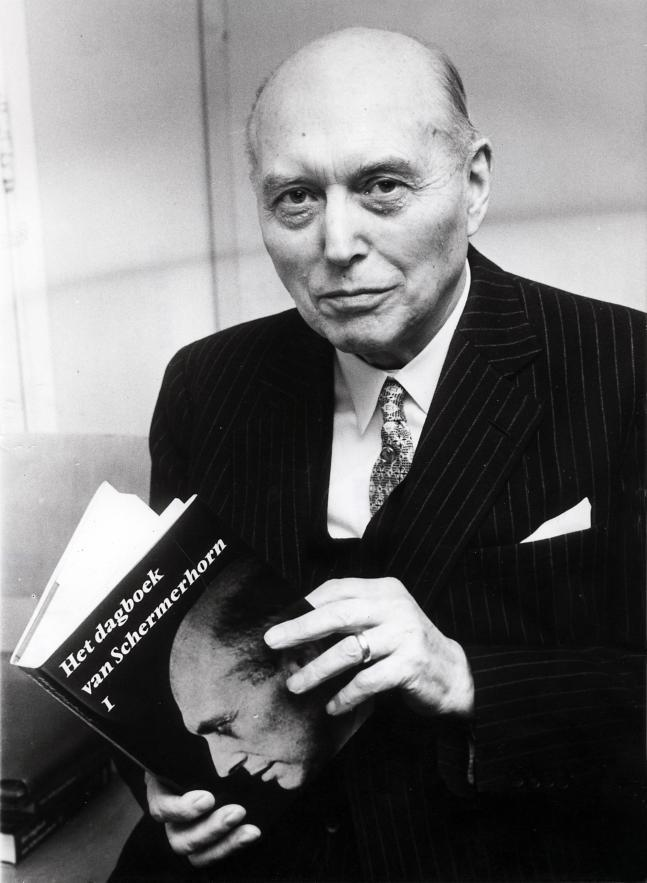
Wim Schermerhorn

- Walter Scheel (1919), Duits politicus (o.a. bondspresident)
- Carl Wilhelm Scheele (1742-1786), Zweeds scheikundige
- Emmy Scheele (1949), Nederlands fotograaf
- Peter Scheele (1962), Nederlands evangelist, tv-presentator, programmamaker en christelijk schrijver
- Thomas von Scheele (1969), Zweeds tafeltennisser
- Ad Scheepbouwer (1944), Nederlands zakenman
- Hans Scheepmaker (1951-2020), Nederlands regisseur en producent
- Marc Scheepmaker, Nederlands stand-upcomedian
- Nico Scheepmaker (1930-1990), Nederlands journalist en dichter
- Hindericus Scheepstra (1859-1913), Nederlands schrijver van "Ot en Sien"
- Maartje Scheepstra (1980), Nederlands hockeyster
- Allard van der Scheer (1928-2014), Nederlands acteur
- Hermann Scheer (1944-2010), Duits politicus
- Ton Scheer (1934-2022), Nederlands theoloog en priester
- Ary Scheffer (1795-1858), Nederlands-Frans kunstschilder
- Dick Scheffer (1929-1986), Nederlands acteur
- Fernando Scheffer (1998), Braziliaans zwemmer
- Stans Scheffer (1914-1982), Nederlands zwemmer
- Maikel Scheffers (1982), Nederlands paralympisch sporter
- Maximilian Scheib (1995), Chileens motorcoureur
- Oscar Scheibel (1881-1953), Duits entomoloog en ingenieur
- Christine Scheiblich (1954), Oost-Duits roeister
- Roy Scheider (1932-2008), Amerikaans acteur
- Robert Scheidt (1973), Braziliaans zeiler
- Raynor Scheine (1942), Amerikaans acteur
- Staf Scheirlinckx (1979), Belgisch wielrenner
- Marcel Schelbert (1976), Zwitsers atleet
- Maurice Schelck (1906-1978), Belgisch schilder
- Lotte Scheldeman (1997), Belgisch atlete
- Oscar Schelfhout (1904-1984), Belgisch priester
- Jan Schelhaas (1948), Brits toetsenist
- Harry Schell (1921-1960), Amerikaans autocoureur
- Maximilian Schell (1930-2014), Oostenrijks acteur
- Simone Schell (1943), Nederlands kinderboekenschrijfster
- Imke Schellekens-Bartels (1977), Nederlands amazone
- Walter Schellenberg (1910-1953), Duits nazimilitair en oorlogsmisdadiger
- Gerrit Schellens (1966), Belgisch triatleet
- Friedrich von Schelling (1775-1854), Duits filosoof
- Pieter van der Schelling (1691-1751), Nederlands historicus en predikant
- Thomas Schelling (1921-2016), Amerikaans econoom
- Bouk Schellingerhoudt (1919-2010), Nederlands wielrenner
- Achille Schelstraete (1897-1937), Belgisch voetballer
- Jan Menno Willem Scheltema (1921-1947), Nederlands dichter
- Aart Arnout van Schelven (1880-1954), Nederlands hoogleraar
- Jules Schelvis (1921-2016), Nederlands holocaustoverlevende en historicus
- Simon Schempp (1988), Duits biatleet
- Orazio Schena (1941-2024), Italiaans-Belgisch voetballer
- Ard Schenk (1944), Nederlands schaatser
- Klaas Schenk (1906-1993), Nederlands schaatscoach
- Claus Schenk von Stauffenberg (1907-1944), Duits militair en verzetsstrijder
- Nina Schenk von Stauffenberg (1913-2006), Duits echtgenote van Claus Schenk von Stauffenberg
- Reto Schenkel (1988), Zwitsers atleet
- Sandra Schenkel (1986), Belgisch atlete
- Tim Schenken (1943), Australisch autocoureur
- Marcus Schenkenberg (1968), Nederlands fotomodel en acteur
- Ine Schenkkan (1941), Nederlands danseres en regisseuse
- Jan Schenkman (1806-1863), Nederlands onderwijzer en auteur
- Gert-Jan Schep (1986), Nederlands paralympisch sporter
- Peter Schep (1977), Nederlands wielrenner
- Gunther Schepens (1973), Belgisch voetballer
- Jan Schepens (1970), Belgisch acteur
- Berry Schepers (1987-2011), Nederlands voetballer
- Joachim Schepke (1912-1941), Duits militair
- Wilhelm Schepmann (1894-1970), Duits nazipoliticus
- Edy de Schepper (1958), Nederlands voetballer
- Gerard de Schepper (1949), Nederlands voetbalscheidsrechter
- Hugo de Schepper (1934), Nederlands historicus en hoogleraar
- Peggy Jane de Schepper (1971), Nederlands actrice
- Teske de Schepper (1995), Nederlands youtuber, vlogger en zangeres
- Ghislenus Scheppers (ca. 1630-1684), Vlaams schrijver
- Victor Scheppers (1802-1877), Belgisch geestelijke
- Dennis van Scheppingen (1976), Nederlands tennisser
- Joëlle Scheps (1992), Nederlands zwemster
- Johan Scheps (1900-1993), Nederlands politicus en verzetsstrijder
- Jef Scherens (1909-1986), Belgisch wielrenner
- Fabio Scherer (1999), Zwitsers autocoureur
- Fernando Scherer (1974), Braziliaans zwemmer
- Dirk Scheringa (1950), Nederlands ondernemer, politicus en sportbestuurder
- Plonie Scheringa (1941), Nederlands atlete
- Wim Schermerhorn (1894-1977), premier van Nederland (1945-1946)
- Hein Schermers (1928-2006), Nederlands jurist
- Wim Scherpenhuijsen Rom (1933-2020), Nederlands bankier
- Jaap Scherpenhuizen (1934-2012), Nederlands politicus
- Albert Scherrer (1908-1986), Zwitsers autocoureur
- Jan Scherrer (1984), Zwitsers snowboarder
- Christina Scherwin (1976), Deens atlete
- Nicole Scherzinger (1978), Amerikaans zangeres
- Maaike Schetters (1983), Nederlands atlete
- Gerard Scheurleer (1886-1948), Nederlands tennisser
- Wilfried Scheutz (1950-2017), Oostenrijks zanger
- Emile Schevenels (1876-1959), Belgisch syndicalist en politicus
- Bruno Schevernels (1943), Belgisch acteur, omroeper en politicus
- Jeanine Schevernels (1941), Belgisch actrice
- Christine Scheyer (1994), Oostenrijks alpineskiester

## Schi

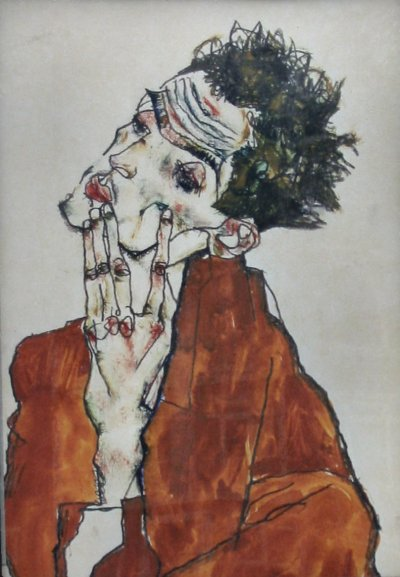
Egon Schiele

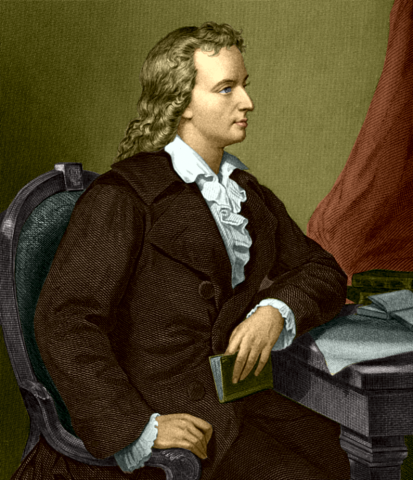
Friedrich von Schiller

- Giovanni Schiaparelli (1835-1910), Italiaans astronoom
- Peter Schickele (1935-2024), Amerikaans componist, muziekpedagoog, musicoloog en schrijver
- José van Schie (1956), Nederlands politica
- Tjako van Schie (1961), Nederlands pianist, componist en correpetitor
- Egon Schiele (1890-1918), Oostenrijks schilder
- Bert Schierbeek (1918-1996), Nederlands (toneel)schrijver, essayist, dichter en verzetsstrijder
- Heinrich Schiff (1951-2016), Oostenrijks cellist en dirigent
- Naomi Schiff (1994), Duits-Zuid-Afrikaans autocoureur
- Lalo Schifrin (1932-2025), Argentijns componist, dirigent en pianist
- Angela Schijf (1979), Nederlands actrice
- Anton van Schijndel (1960), Nederlands politicus
- Jan van Schijndel (1927-2011), Nederlands voetballer
- Bernadette Schild (1981), Oostenrijks alpineskiester
- Kurt Schild (1905-1985), Duits componist en dirigent
- Marlies Schild (1981), Oostenrijks alpineskiester
- Morgan Schild (1997), Amerikaans freestyleskiester
- Theodor Franz Schild (1859-1929), Oostenrijks componist
- Walter Schild-Schnyder (1889-1969), Zwitsers componist, dirigent en pedagoog
- Gordon Schildenfeld (1985), Kroatisch voetballer
- Jessica Schilder (1999), Nederlands atlete
- Klaas Schilder (1890-1952), Nederlands theoloog
- Robbert Schilder (1986), Nederlands voetballer
- Salvatore Schillaci (1964-2024), Italiaans voetballer
- Fabian Schiller (1997), Duits autocoureur
- Friedrich von Schiller (1759-1805), Duits schrijver
- Govert Schilling (1956), Nederlands journalist, publicist en vertaler
- Pavel Schilling (1786-1837), Russisch diplomaat en wetenschapper
- Kees Schilperoort (1917-1999), Nederlands presentator
- Peter Schilperoort (1919-1990), Nederlands jazzmusicus en bandleider
- Marlies Schils (1990), Belgisch atlete
- Nicky van der Schilt (1991), Nederlands atlete
- Semmy Schilt (1973), Nederlands vechtsporter
- Tineke Schilthuis (1921-2013), Nederlands politica, commissaris van de koningin en Tweede Kamerlid
- Hugo Schiltz (1927-2006), Belgisch advocaat en politicus
- Luc Schiltz (1980), Luxemburgs acteur
- Willem-Frederik Schiltz (1979), Belgisch advocaat en politicus
- Corrie Schimmel (1939), Nederlands zwemster
- Johan Schimmel (1919-1943), Nederlands verzetsstrijder
- Luud Schimmelpennink (1935), Nederlands industrieel ontwerper en politicus
- Gerrit Johan Anne Schimmelpenninck (1854-1924), Nederlands politicus
- Rutger Jan Schimmelpenninck (1761-1825), Nederlands jurist, ambassadeur en politicus
- Sander Schimmelpenninck (1984), Nederlands opiniemaker, journalist en presentator
- Willem Anne Assueer Jacob Schimmelpenninck van der Oye (1834-1889), Nederlands politicus
- Rolf Schimpf (1924-2025), Duits acteur
- Edwin Schimscheimer (1960), Nederlands componist, arrangeur, pianist en liedjesschrijver
- Marcel Schimscheimer (1963-2024), Nederlands basgitarist en muziekproducer
- Nicolas Schindelholz (1988-2022), Zwitsers voetballer
- Bill Schindler (1909-1952), Amerikaans autocoureur
- Martina Schindler (1988), Slowaaks zangeres (Martina Šindlerová)
- Oskar Schindler (1908-1974), Tsjechisch-Duits industrialist en verzetsheld
- Tito Schipa (1889-1965), Italiaans zanger (lyrisch tenor)
- John van 't Schip (1963), Nederlands voetballer en voetbalcoach
- Gerrit Schipaanboord (1916-1973), Nederlands predikant
- Klaas Jans Schiphorst (1778-1857), Nederlands burgemeester
- Annefleur Schipper (1991), Nederlandse programmamaker, podcastmaker en (eind)redacteur
- Jessicah Schipper (1986), Australisch zwemster
- Ton Schipper (1935-2007), Nederlands politicus
- Ton Schipper (1954), Vlaams radio-dj, radiopresentator, radio- en televisieprogrammamaker
- Dafne Schippers (1992), Nederlands atlete
- Edith Schippers (1964), Nederlands politica
- Tom Schippers (1985), Belgisch atleet
- Wilhelm Schippers (1965-2006), Nederlands crimineel
- Wim T. Schippers (1942), Nederlands televisiemaker en schrijver
- Baldur von Schirach (1907-1974), Duits leider van de Hitlerjugend
- Walter Schirra (1923-2007), Amerikaans militair, ruimtevaarder en ondernemer
- Steve Schirripa (1958), Amerikaans acteur, filmproducent en auteur

## Schl

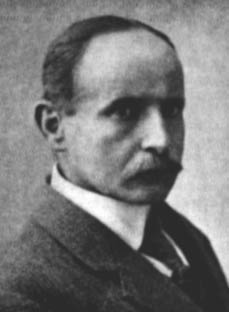
Rudolf Schlechter

- Evelin Schlaak (1956), Duits atlete
- Hubert Schlafly (1919-2011), Amerikaans elektrotechnisch ingenieur en uitvinder
- Eduard Schlagintweit (1831-1866), Duits schrijver, poëet en militair
- Carsten Schlangen (1980), Duits atleet
- Melanie Schlanger (1986), Australisch zwemster
- Jean-Paul Schlatter (1957), Belgisch atleet
- Friedrich Richard Rudolf Schlechter (1872-1925), Duits botanicus en conservator
- Paul Schlechter (1921), Luxemburgs tekenaar en dichter
- Andy Schleck (1985), Luxemburgs wielrenner
- Fränk Schleck (1980), Luxemburgs wielrenner
- August Wilhelm von Schlegel (1767-1845), Duits schrijver, filoloog en vertaler
- Friedrich von Schlegel (1772-1829), Duits schrijver, filoloog en vertaler
- Harald Schlegelmilch (1987), Lets autocoureur
- Friedrich Schleiermacher (1768-1834), Duits filosoof en theoloog
- Irving Schlein (1905-1986), Amerikaans componist, dirigent en pianist
- Sarah Schleper (1979), Amerikaans alpineskiester
- Arthur M. Schlesinger jr. (1917-2007), Amerikaans geschiedkundige
- James Schlesinger (1929-2014), Amerikaans politicus
- Jean-Louis Schlesser (1948), Frans autocoureur
- Jo Schlesser (1928-1968), Frans autocoureur
- Johann Martin Schleyer (1831-1912), Duits priester en schepper van het Volapük
- Moritz Schlick (1882-1936), Duits filosoof
- Alfred von Schlieffen (1833-1913), Duits veldmaarschalk
- Gregor Schlierenzauer (1990),  Oostenrijks schansspringer
- Christoph Schlingensief (1960-2010), Duits regisseur
- Bernhard Schlink (1944), Duits schrijver
- Willy Schlobach (1864-1951), Vlaams-Duits kunstschilder
- Alex Schlopy (1992), Amerikaans freestyleskiër
- August Ludwig Schlözer (1735-1809), Duits historicus
- Ariane Schluter (1966), Nederlands actrice
- Poul Schlüter (1929-2021), Deens politicus

## Schm

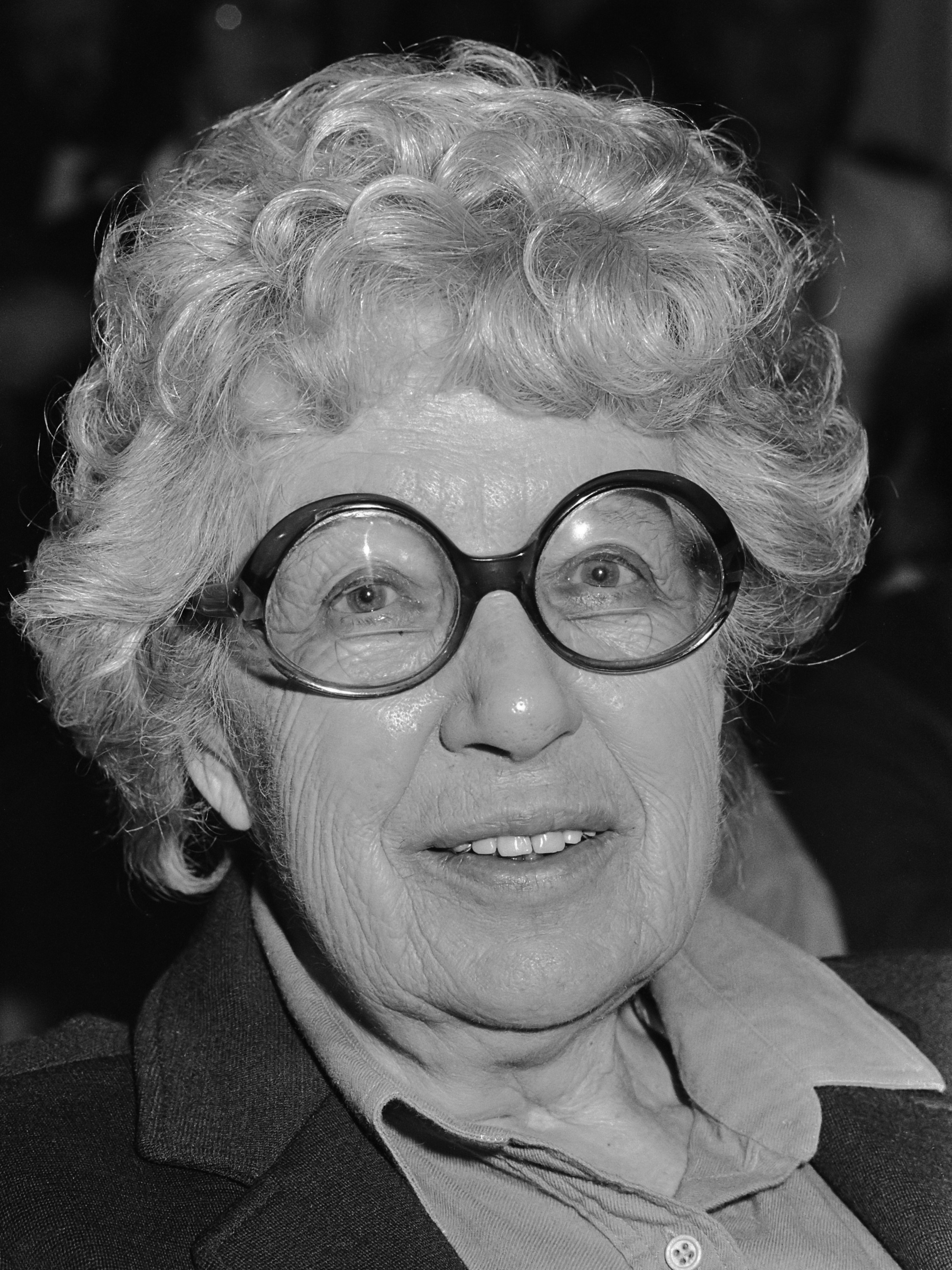
Annie M.G. Schmidt

- Herbert Schmalz (1855-1933), Engels kunstschilder
- Karsten Schmeling (1962), Oost-Duits roeier
- Clemens Schmid (1990), Oostenrijks autocoureur
- Alexander Schmid (1994), Duits alpineskiër
- Daniel Schmid (1941-2006), Zwitsers regisseur
- Julian Schmid (1999), Duits noordse-combinatieskiër
- Michael Schmid (1984), Zwitsers freestyleskiër
- Stefan Schmid (1967), Duits componist en pianist
- Stefan Schmid (1970), Duits atleet
- Nicole Schmidhofer (1989), Oostenrijks alpineskiester
- Joseph Schmidlin (1876-1944), Duits kerkhistoricus, missioloog en verzetsman
- Annie M.G. Schmidt (1911-1995), Nederlands schrijfster
- Bernard Schmidt (1941-2021), Nederlands politicus
- Brian Schmidt (1960), Australisch astronoom en Nobelprijswinnaar
- Hannah Schmidt (1994), Canadees freestyleskiester
- Helmut Schmidt (1918-2015), Duits premier (1974-1982)
- Hubertus Schmidt (1959), Duits ruiter
- Jared Schmidt (1997), Canadees freestyleskiër
- Joseph Schmidt (1904-1942), Roemeens zanger (lyrisch tenor)
- Maarten Schmidt (1929), Nederlands astronoom
- Marcel Schmidt (1958), Nederlands drummer
- Martin Johann Schmidt (1718-1801), Oostenrijks kunstschilder
- Pavel Schmidt (1930-2001), Tsjecho-Slowaaks roeier
- Piet J. Schmidt (1896-1952), Nederlands politicus
- Robin Schmidt (1965), Nederlands voetballer
- Richard Schmidt (1987),Duits roeier
- Sam Schmidt (1964), Amerikaans autocoureur
- Sybille Schmidt (1967), Duits roeister
- Werner Schmidt (1930-2010), Duits kunsthistoricus
- Bent Schmidt Hansen (1946-2013), Deens voetballer
- Karl Schmidt-Rottluff (1884-1976), Duits kunstschilder
- Allison Schmitt (1990), Amerikaans zwemster
- Vivian Schmitt (1978), Duits pornoactrice en model
- Thierry Schmitter (1969), Nederlands paralympisch sporter
- Elizabeth Schmitz (1938-2024), Nederlands politica

## Schn

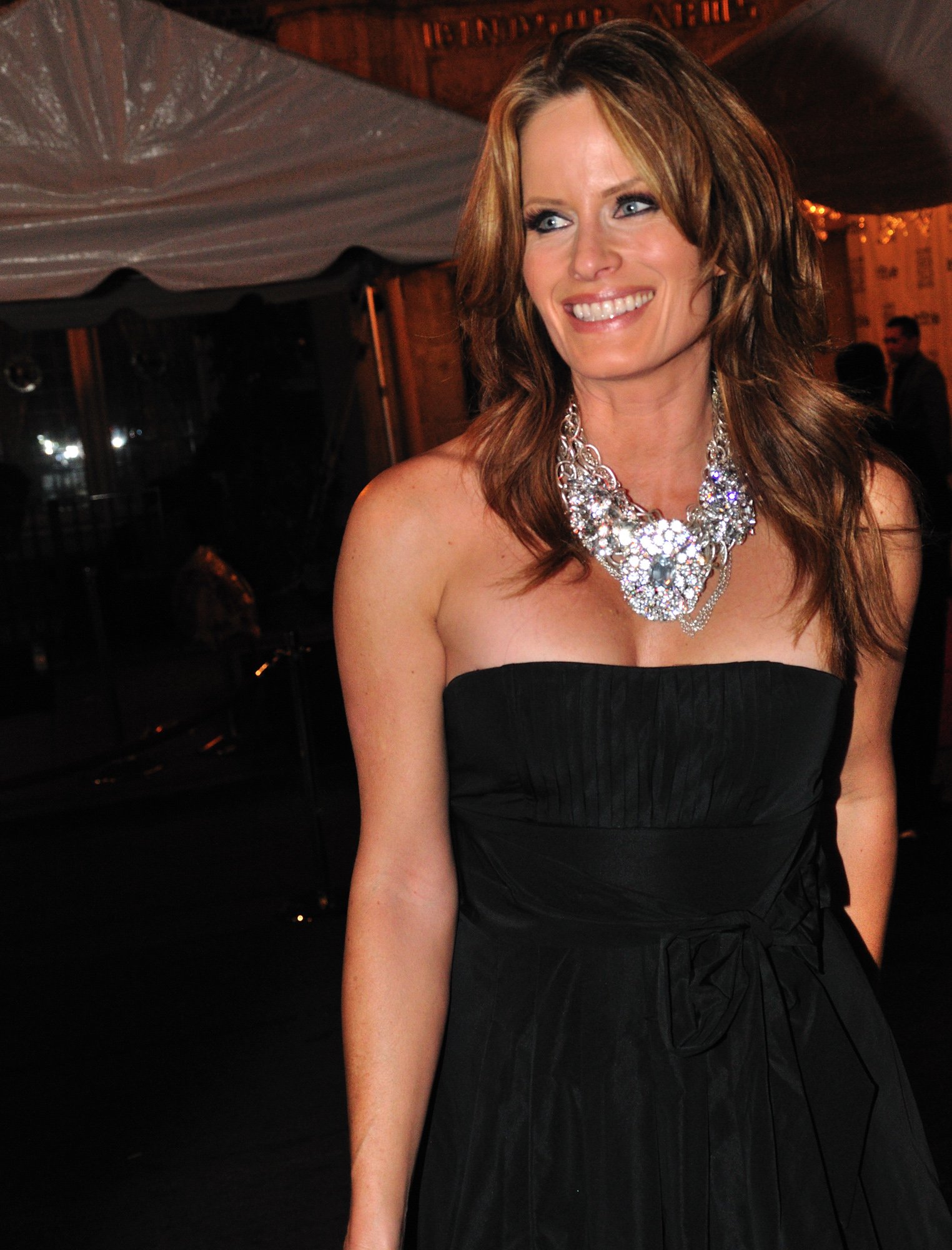
Monika Schnarre, 2010

- Julian Schnabel (1951), Amerikaans filmmaker
- Johanna Schnarf (1984), Italiaans skiester
- Monika Schnarre (1971), Canadees actrice
- Dick Schneider (1948-2025), Nederlands voetballer
- Dorothee Schneider (1969), Duits amazone
- Eric Schneider (1934-2022), Nederlands acteur, regisseur en (toneel)schrijver
- John Schneider (1954), Amerikaans acteur en zanger
- John Schneider (1938), Amerikaans autocoureur
- Josh Schneider (1988), Amerikaans zwemmer
- Paul Schneider (1927-2021), Duits beeldhouwer
- Paul Schneider (1976), Amerikaans acteur
- Romy Schneider (1938-1982), Oostenrijks filmactrice
- Sophia Schneider (1997), Duits biatlete
- Wilhelm Gottlieb Schneider (1814-1889), Duits bioloog
- Wolfram Schneider (1942-2022), Duits beeldhouwer en graficus
- Bernt Schneiders (1959), Nederlands bestuurder en politicus
- Bram Schneiders (1925-2020), Nederlands schrijver en diplomaat
- Frits Schneiders (1923-2002), Nederlands politicus
- Delaney Schnell (1998), Amerikaans schoonspringster
- Manfred Schnelldorfer (1943), Duits kunstschaatser
- Karl-Heinz Schnellinger (1939-2024), (West-)Duits voetballer
- Stephen Schnetzer (1948), Amerikaans acteur
- Bernard Schnieders (1958-2005), Nederlands motorsporter
- Lara Schnitger (1969), Nederlands-Amerikaans beeldend kunstenaar
- Edda Schnittgard (1971), Duits zangeres, cabaretière en schrijfster
- Alfred Schnittke (1934-1998), Russisch componist
- Arthur Schnitzler (1862-1931), Oostenrijks schrijver

## Scho

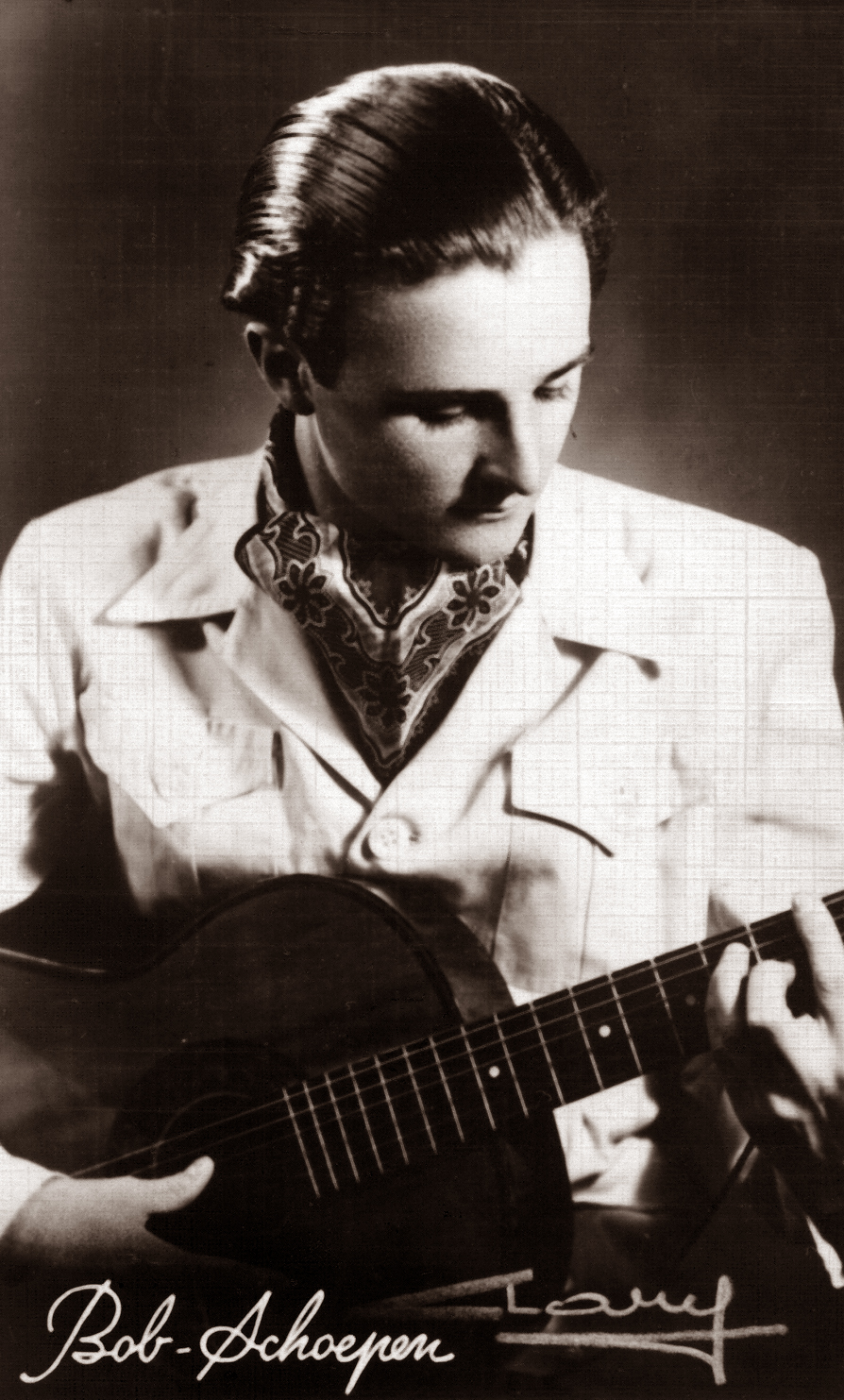
Bobbejaan Schoepen

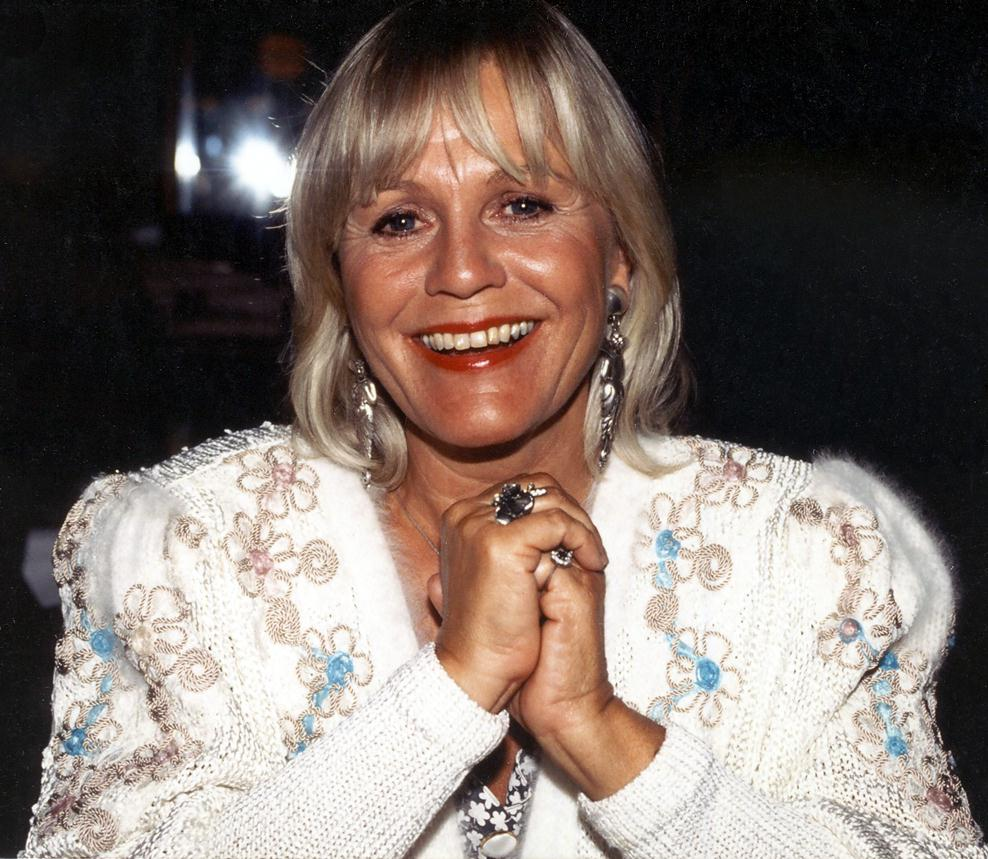
Christina Schollin, 1993

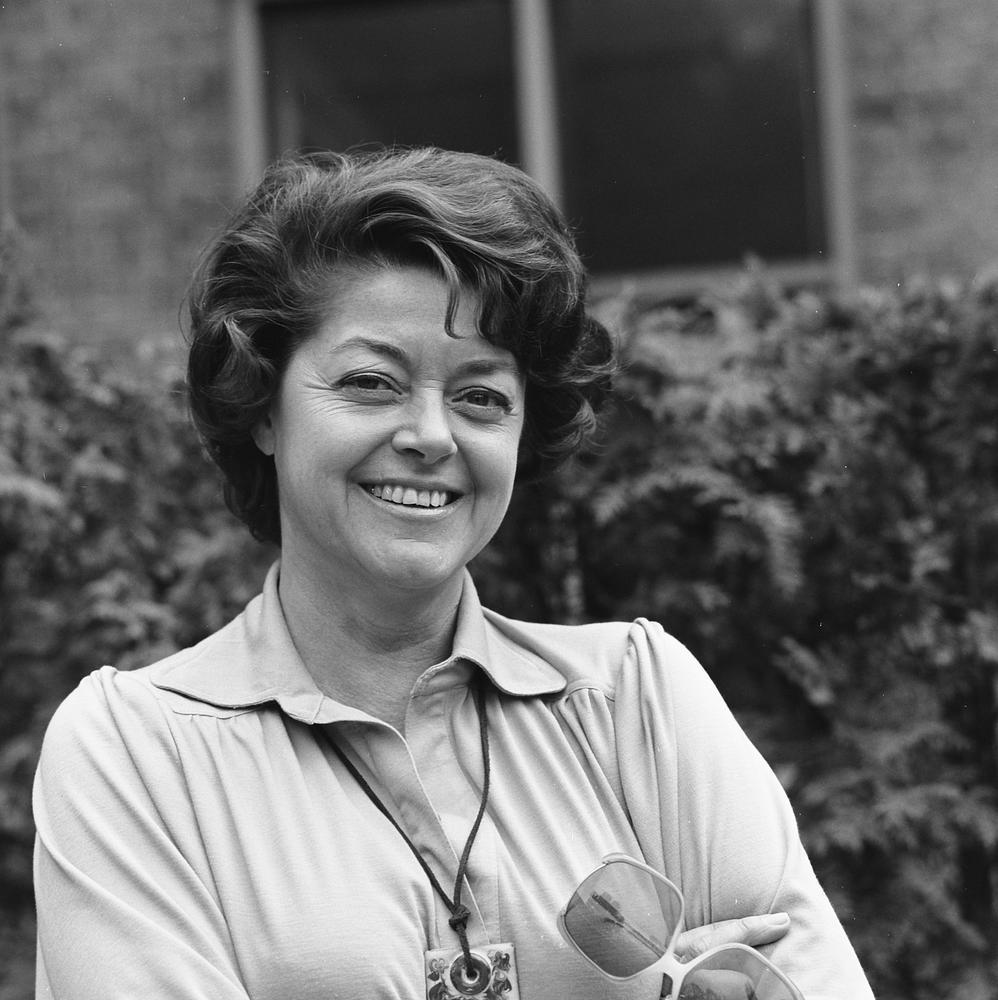
Teddy Scholten

Arthur Schopenhauer

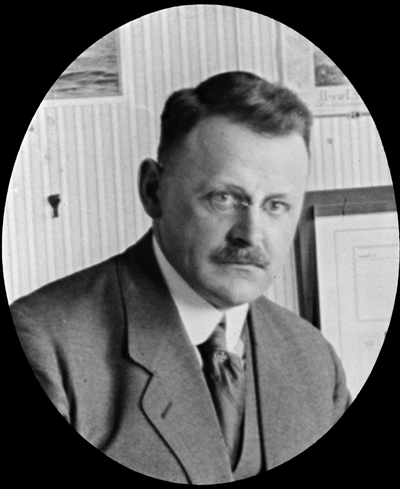
Hanso Schotanus à Steringa Idzerda

- Willy Schobben (1915-2009, Nederlands trompettist
- Johann Schober (1874-1932), Oostenrijks politicus
- Marie Louis Willem Schoch (1911-2008), Nederlands (jeugd)predikant en omroepvoorzitter
- Philipp Schoch (1979), Zwitsers snowboarder
- Simon Schoch (1978), Zwitsers snowboarder
- Hans Schöchlin (1893-1978), Zwitsers roeier
- Karl Schöchlin (1894-1974), Zwitsers roeier
- Rudolf Schock (1915-1986), Duits zanger
- Alwin Schockemöhle (1937), Duits springruiter
- Paul Schockemöhle (1945), Duits springruiter
- Jan Schodts (1937-2018), Belgisch journalist
- Erik Schoefs (1967), Belgisch wielrenner
- Rudolf Schoeller (1902-1978), Zwitsers autocoureur
- Julien Schoenaerts (1925-2006), Vlaams acteur
- Dick Schoenaker (1952), Nederlands voetballer
- Jan Schoenaker (1923-2017), Nederlands glazenier en kunstschilder
- Franz Schoenberner (1892-1970), Duits schrijver en redacteur
- Justin Schoenefeld (1998), Amerikaans freestyleskiër
- Nelly Schoenfeld (1886-1965), Belgisch feministe, theosofe en vrijmetselaar, bekend onder het pseudoniem Serge Brisy
- Lex Schoenmaker (1947), Nederlands voetballer en voetbalcoach
- Tatjana Schoenmaker (1997), Zuid-Afrikaans zwemster
- Louis Schoenmakers (1926-2012), Belgisch politicus
- Berend Schoep (1928-2007), Nederlands predikant
- Bobbejaan Schoepen (1925-2010), Vlaams zanger, gitarist, acteur en pretparkdirecteur (Modest Schoepen)
- Ellen Schoeters (?), Belgisch actrice
- Hunfred Schoeters (1941), Belgisch natuurkundige en politicus
- Joseph Schoeters (1947-1998), Belgisch wielrenner
- Marcel Schoeters (1925-2013), Belgisch politicus en vakbondsbestuurder
- Siska Schoeters (1982), Belgisch presentatrice
- Ivo Schöffer (1922-2012), Nederlands historicus
- Nicolas Schöffer (1912-1991), Hongaars kunstenaar
- Sabine Schöffmann (1992), Oostenrijks snowboardster
- Jan Schokking (1861-1941), Nederlands politicus en burgemeester
- Socrates Scholasticus (ca. 380 - na 439), Grieks jurist en historicus
- Paul Schollaert (1940-2024), Belgisch priester en componist
- Don Schollander (1946), Amerikaans zwemmer
- Christina Schollin (1937), Zweeds actrice
- Bob Scholte (1902-1983), Nederlands zanger
- Henk Scholte (1959-2025), Nederlands zanger en presentator
- Bouke Scholten (1981), Nederlands zanger
- Carel Scholten (1925-2009), Nederlands natuurkundige en computerpionier
- Gabe Scholten (1921-1997), Nederlands atleet
- Geb Scholten (1909-1999), Nederlands rechtsgeleerde
- Jan Evert Scholten (1849-1918), Nederlands ondernemer
- Henk Scholten (1919-1983), Nederlands zanger
- Lenie Scholten (1956), Nederlands politica
- Paul Scholten (1875-1946), Nederlands rechtsgeleerde
- Roland Scholten (1965), Nederlands darter
- Teddy Scholten (1926-2010), Nederlands zangeres en presentatrice
- Willem Scholten (1927-2005), Nederlands politicus
- Willem Albert Scholten (1819-1892), Nederlands ondernemer
- Ynso Scholten (1918-1984), Nederlands politicus
- Anneke Scholtens (1955-2025), Nederlands kinderboekenschrijfster
- Jan Scholtens (1933-2016), Nederlands journalist, radio- en televisiemaker en presentator
- Judy Schomper (1956), Nederlands violiste
- Eduard Schönfeld (1828-1891), Duits astronoom
- Arnold Schönberg (1874-1951), Joods-Oostenrijks-Amerikaans componist
- Lasse Schöne (1986), Deens voetballer
- Max Schöne (1881-1961), Duits zwemmer
- Thomas Schönlebe (1965), Duits atleet
- Hendrik Jan Schoo (1945-2007), Nederlands journalist en columnist
- Dick Schoof (1957), Nederlands politicus
- Lauritz Schoof (1990), Duits roeier
- Bart Schoofs (1969), Belgisch cartoonist
- Bert Schoofs (1967), Belgisch advocaat en politicus
- Bibiane Schoofs (1988), Nederlands tennisspeelster
- Dirk Schoofs (1979), Belgisch voetballer
- Frans Schoofs (1939-2004), Nederlands tafeltennisser
- Hans Schoofs (1963), Belgisch politicus
- Lucas Schoofs (1997), Belgisch voetballer
- Rik Schoofs (1950), Belgisch atleet
- Rob Schoofs (1994), Belgisch voetballer
- Rudolf Schoofs (1932-2009), Duits kunstschilder, tekenaar en graficus
- Theo Schoofs (1935-2023), Belgisch politicus
- Joseph Schooling (1995), Singaporees zwemmer
- Robert Schoonjans (1925-2011), Belgisch atleet
- Richard Schoonhoven (1931-2024), Nederlands journalist en omroepbestuurder
- Willy Schootemeijer (1897-1953), Nederlands componist en musicus
- Leo Schoots (1945-2019), Nederlands politicus
- Arthur Schopenhauer (1788-1860), Duits filosoof
- Johann Adam Schöpf (1702-1772), Duits schilder
- George Schöpflin (1939-2021), Hongaars academicus en politicus
- Mien Schopman-Klaver (1911-2018), Nederlands atlete
- Andrea Schöpp, Duits curlingspeler
- Jie Schöpp (1968), Duits-Chinees tafeltennisster
- Philipp Schörghofer (1983), Oostenrijks alpineskiër
- Robert Schörgenhofer (1973), Oostenrijks voetbalscheidsrechter
- Anne Schot (1966), Nederlands botanicus en taxonoom
- Bas van der Schot (1971), Nederlands cartoonist
- Carola Schot (1968), Nederlands atlete
- Elske Schotanus (1957), Nederlands-Fries schrijfster en kunstenares
- Hanso Schotanus à Steringa Idzerda (1885-1944), Nederlands radio-pionier
- Johannes Christiaan Schotel (1787-1838), Nederlands zeeschilder
- Petrus Johannes (Jan) Schotel(1808–1865), Nederlands zeeschilder
- Leon Schots (1952), Belgisch atleet
- Nicole Schott (1996), Duits kunstschaatsster
- August Schotte (1883-1968), Nederlands atleet
- Briek (Albéric) Schotte (1919-2004), Belgisch wielrenner
- Jan Schotte (1928-2005), Belgisch kardinaal
- Robert Schoukens (1928- 2022), Belgisch atleet
- Henri Schouteden (1881-1972), Belgisch zoöloog, ornitholoog, entomoloog en museumdirecteur
- Marleen Schouteden (1945), Belgisch advocaat en politica
- Alet Schouten (1917-1995), Nederlands kinderboekenschrijfster
- Bas Schouten (1994), Nederlands autocoureur
- Gerrit Schouten (1779-1839), Surinaams kunstenaar
- Hennie Schouten (1900-1970), Nederlands organist en muziektheoreticus
- Jan Schouten (1883-1963), Nederlands politicus en verzetsstrijder
- Joris Schouten (1926-2021), Nederlands landbouweconoom
- Nico Schouten (1945), Nederlands politiek activist en politicus
- Tes Schouten (2000), Nederlands zwemster
- Gerard Schouw (1965), Nederlands politicus
- Margreet Schouwenaar (1955), Nederlands schrijfster en dichteres

## Schr

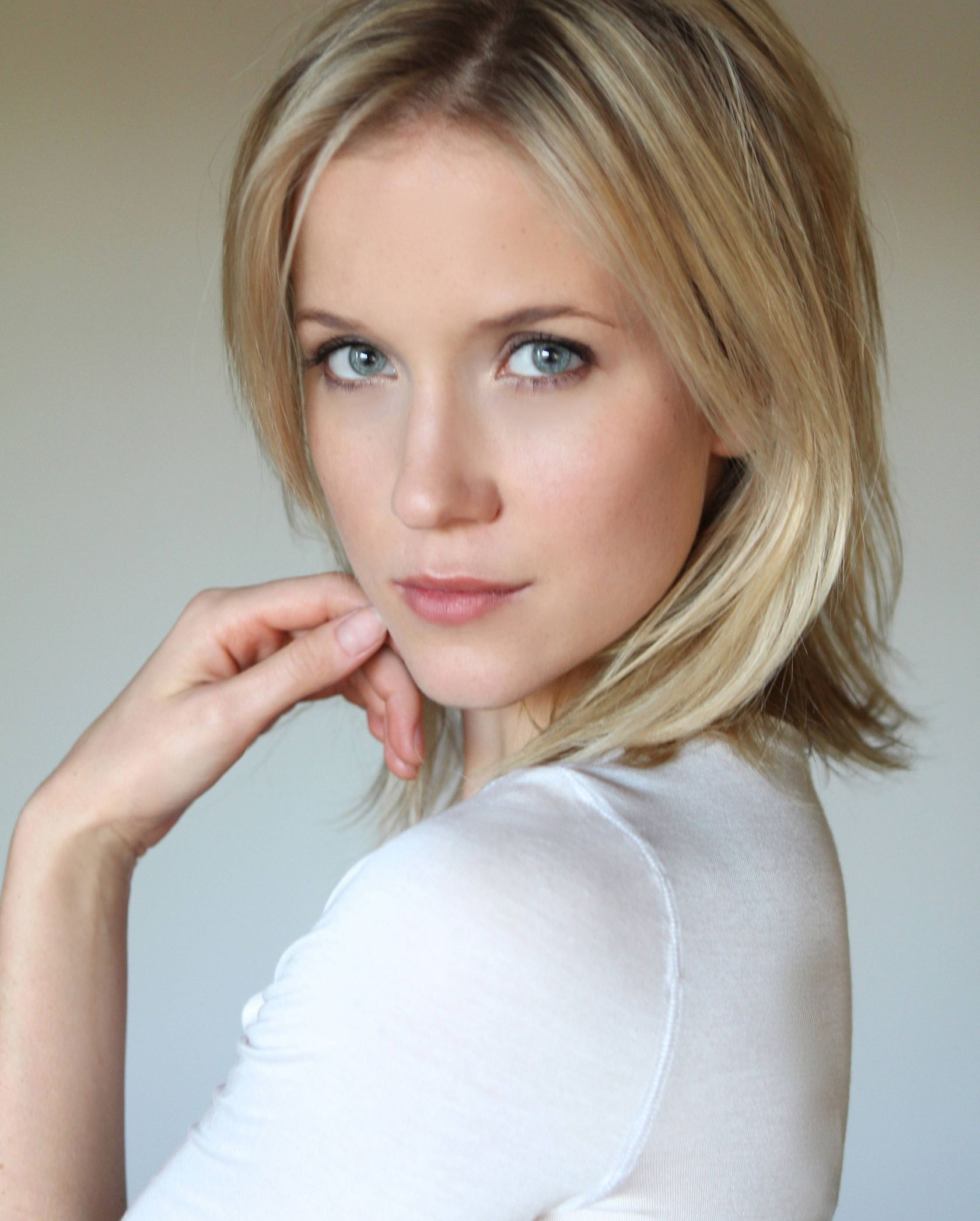
Jessy Schram

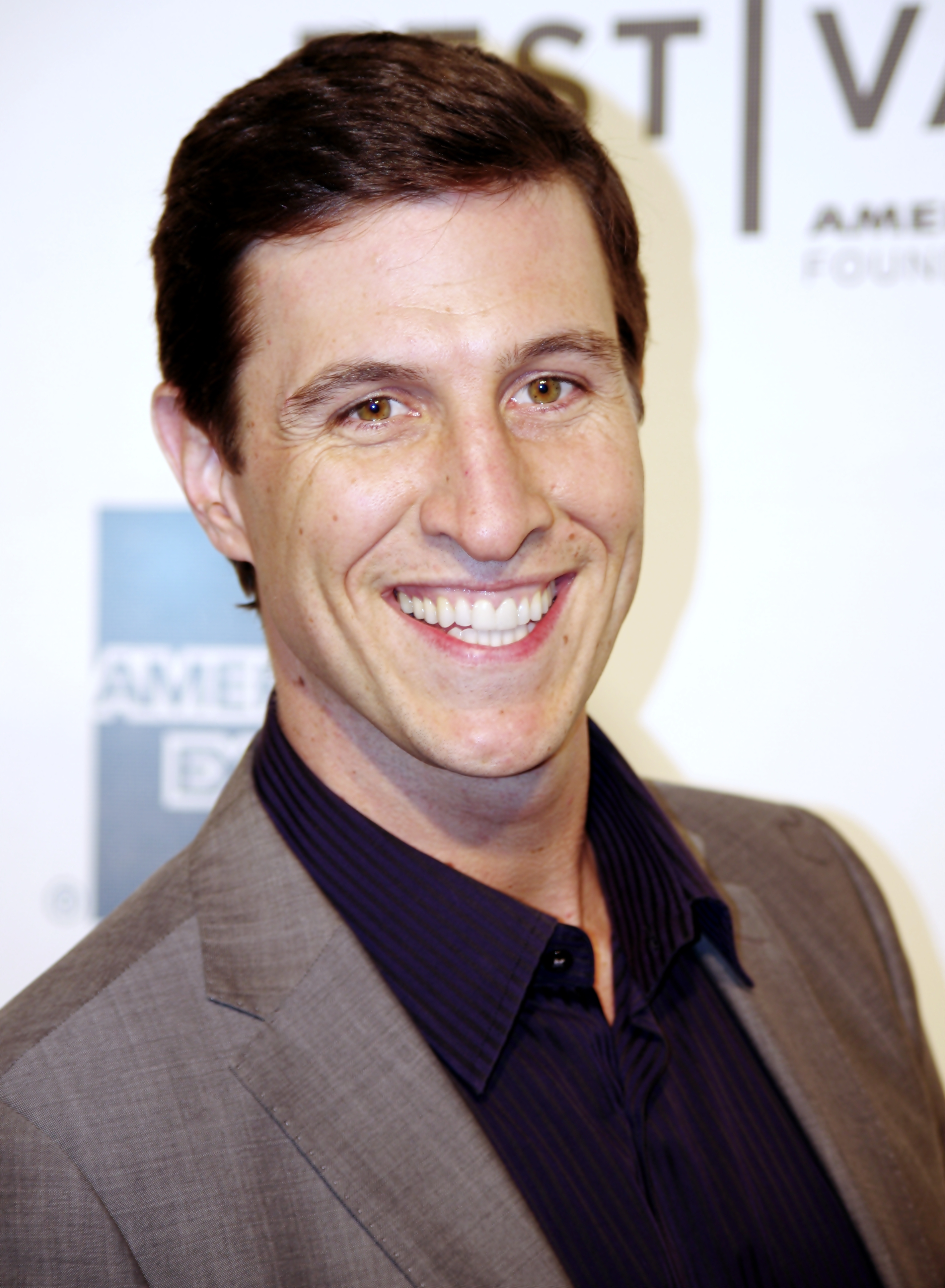
Pablo Schreiber, 2011

- Jessy Schram (1986), Amerikaans actrice
- Cees Schrama (1936-2019), Nederlands muzikant en producer
- Wilhelm Schraml (1935-2021), Duits bisschop
- Beate Schramm (1966), Duits roeister
- Günther Schramm (1929), Duits acteur en televisiepresentator
- Johannes Schrant (1783-1866), Nederlands geschiedkundige en rector
- Gerald Schreck (1939-2022), Amerikaans zeiler
- Daniela Schreiber (1989), Duits zwemster
- Pablo Schreiber (1978), Canadees acteur
- Joseph Schreieder (1904-?), Duits politiefunctionaris en SS'er
- Annie Schreijer-Pierik (1953), Nederlands boerin en politica
- Willem Jan Hubertus Schreinemachers (1910-1987), Nederlands verzetsstrijder
- Carrie Schreiner (1998), Duits autocoureur
- Bert Schreuder (1929-2021), Nederlands burgemeester
- Gijs Schreuders (1947-2020), Nederlands politicus en Tweede Kamerlid
- Jos Schreurs (1934-2022), Nederlands senator en priester
- Tom Schreurs (1896-1956), Nederlands bokser en sportjournalist
- Cornelius Schrevelius (1608-1661), Nederlands filoloog en schoolrector
- Theodorus Schrevelius (1572-1649), Nederlands humanist en schoolrector
- Robert Schrieffer (1931), Amerikaans natuurkundige en Nobelprijswinnaar
- Loretta Schrijver (1956-2025), Nederlands nieuwslezeres en presentatrice
- Daan Schrijvers (1941-2018), Nederlands voetballer
- Piet Schrijvers (1946-2022), Nederlands voetbalinternational
- Allard Schröder (1946), Nederlands schrijver
- Gerco Schröder (1978), Nederlands springruiter
- Gerhard Schröder (1910-1989), Duits advocaat en politicus
- Gerhard Schröder (1944), Duits premier (1998-2005)
- Johan Christiaan Schröder (1871-1938), Nederlands voetballer, cricketspeler en journalist
- Martin Schröder (1931-2024), Nederlands piloot en zakenman
- Rob Schröder (1950-2024), Nederlands filmmaker
- Roland Schröder (1962), Oost-Duits roeier
- Sierk Schröder (1903-2002), Nederlands schilder
- Walter Schröder (1932-2022), Duits roeier
- Erwin Schrödinger (1887-1961), Oostenrijks natuurkundige
- Klaus Schrodt (1946), Duits piloot
- Ronald Schröer (1984), Nederlands atleet
- Martina Schröter (1960), Oost-Duits roeister
- Bob Schroeder (1926), Amerikaans autocoureur
- Leopold von Schroeder (1851-1920), Baltisch-Duits indoloog
- Rob Schroeder (1926-1989), Amerikaans autocoureur
- Ted Schroeder (1921-2006), Amerikaans tennisser
- Ward Schroeven (1931-2001), Belgisch atleet
- Willem Schrofer (1898-1968), Nederlands kunstschilder en leraar
- Michael Schrom (1954), Amerikaans autocoureur
- Paul Schruers (1929-2008), Belgisch bisschop

## Schu

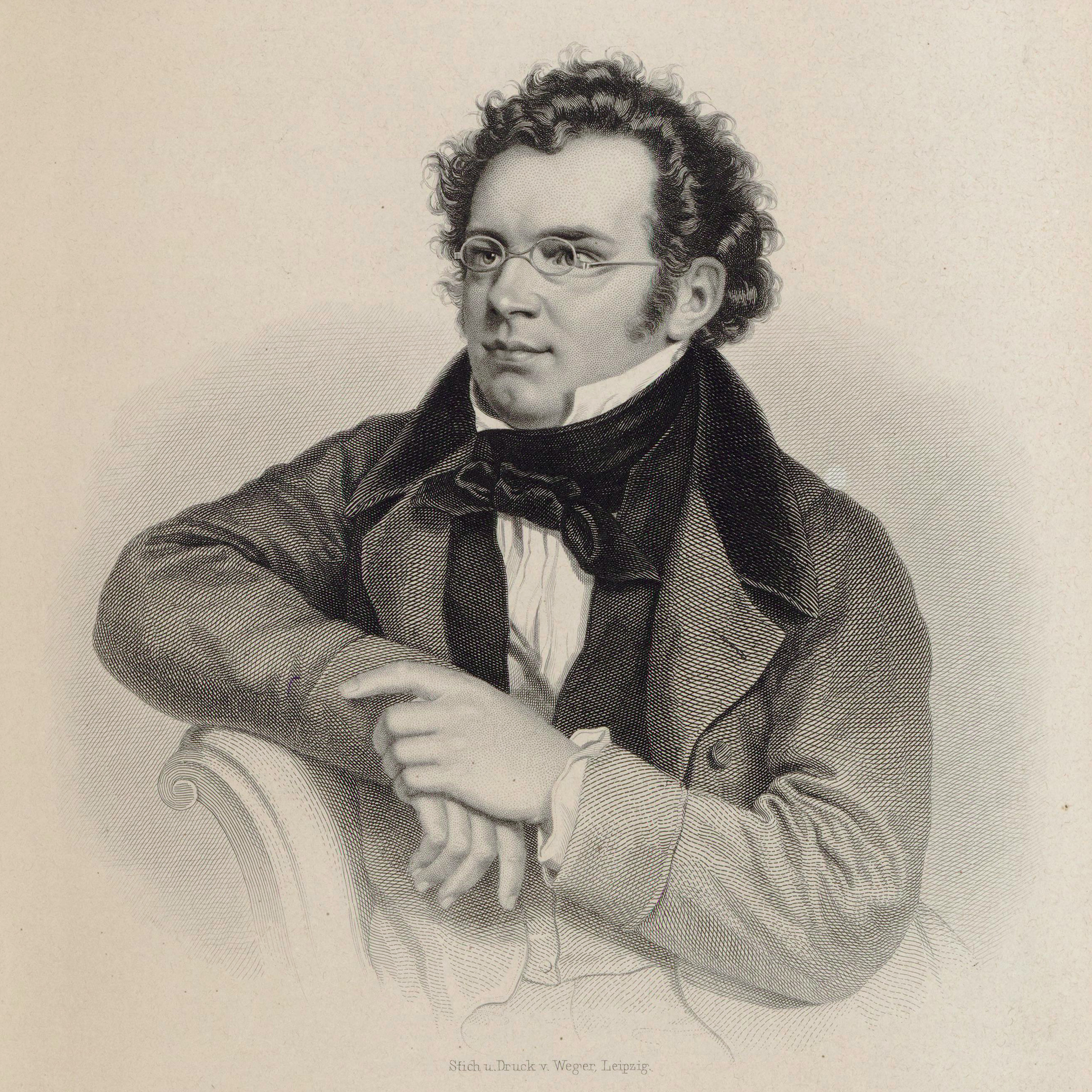
Franz Schubert

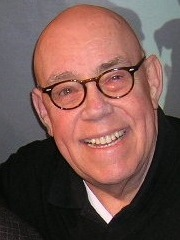
John Schuck

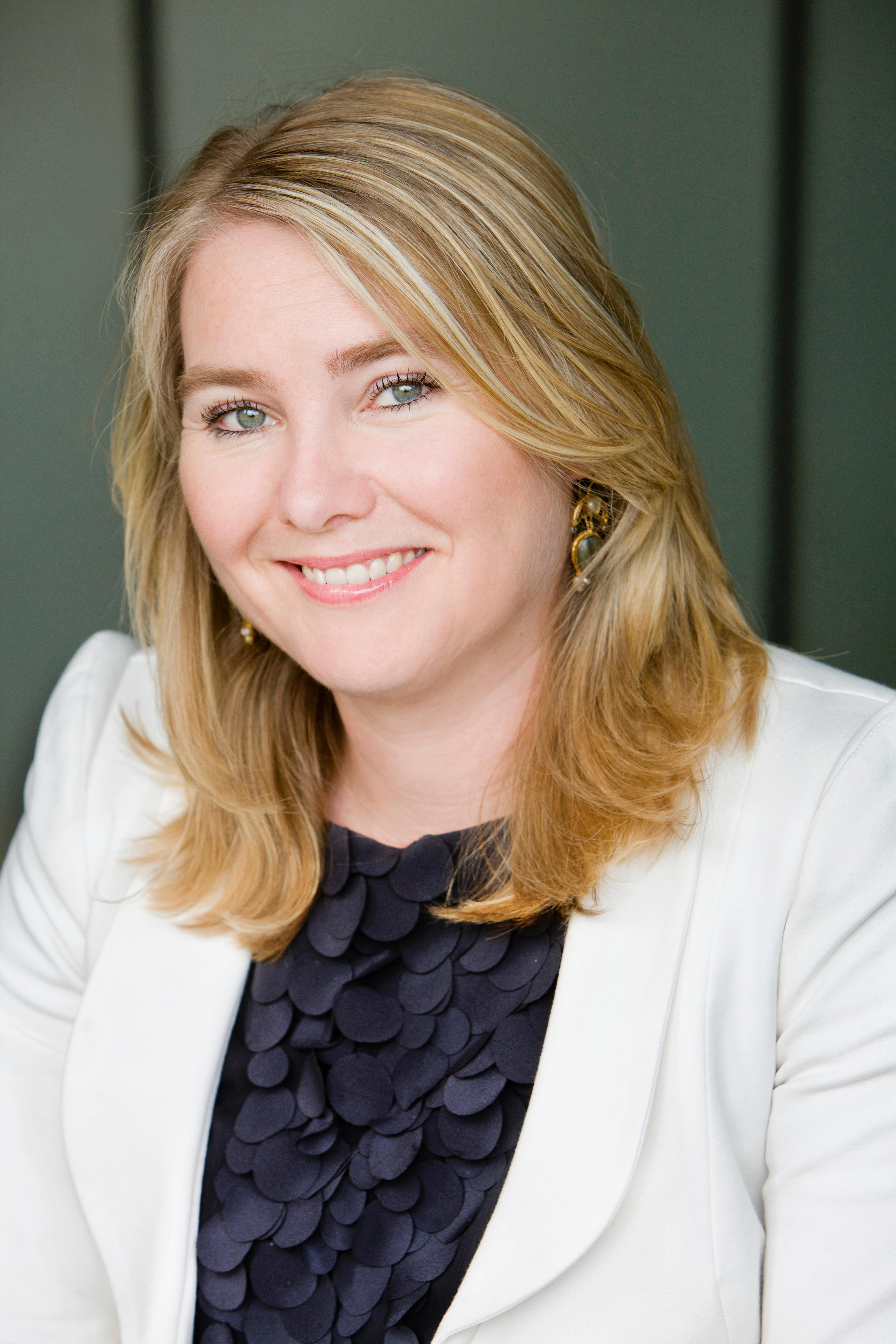
Melanie Schultz van Haegen

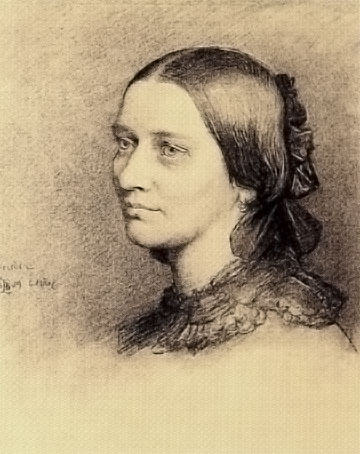
Clara Schumann

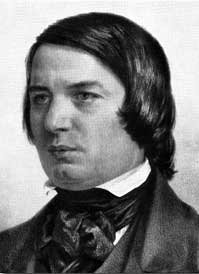
Robert Schumann

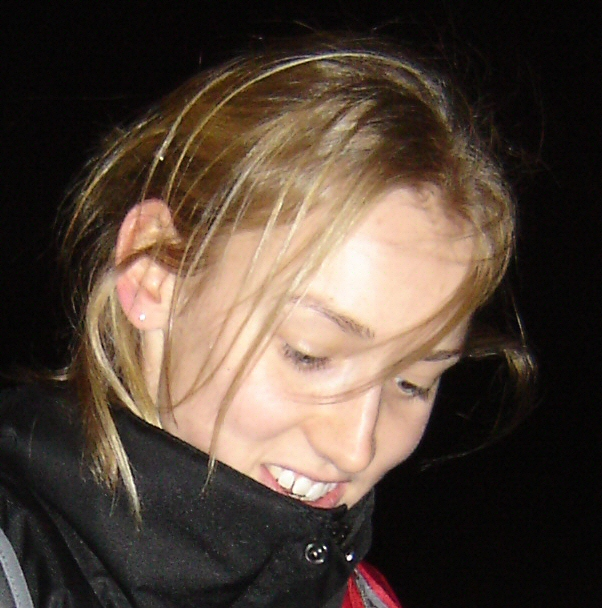
Brittany Schussler

- Beatrix Schuba (1951), Oostenrijks kunstschaatsster
- Dieter Schubert (1943), Oost-Duits roeier
- Franz Schubert (1797-1826), Oostenrijks componist
- Joseph Schubert (1757-1837), Duits componist
- Kurt Schubert (1923-2007), Oostenrijks taalkundige en jodendomdeskundige
- Max Schuchart (1920-2005), Nederlands dichter, journalist en vertaler
- John Schuck (1940), Amerikaans acteur
- Sigmund Schuckert (1846-1895), Duits elektrotechnicus en industrieel
- Terry Schueremans (1939), Belgisch atlete
- Willy Schugens (1912-1981), Belgisch politicus en vakbondsbestuurder
- Wim Schuhmacher (1894-1986), Nederlands beeldend kunstenaar
- Carl Schuhmann (1869-1946), Duits sporter
- Henk Schuiling (1983), Nederlands paralympisch atleet
- Roy Schuiten (1950-2006), Nederlands wielrenner en ploegleider
- Duifje Schuitenvoerder (1874-1942), Nederlands zangeres
- Bob Schul (1937-2024), Amerikaans atleet
- Marnie Schulenburg (1984-2022), Amerikaans actrice
- Andreas Schuler (1995), Zwitsers schansspringer
- Luca Schuler (1998), Zwitsers freestyleskiër
- Rebecca Schull (1929), Amerikaans actrice
- Vojtěch Schulmeister (1983), Tsjechisch voetballer
- Jürgen Schult (1960), Oost-Duits atleet
- Annemarie Schulte (1985), Nederlands atlete
- Gerrit Schulte (1916-1992), Nederlands wielrenner
- Dicky Schulte Nordholt (1953/54-2006), Nederlands basgitarist
- Jan Willem Schulte Nordholt (1920-1995), Nederlands hoogleraar en dichter
- Harry Schulting (1956), Nederlands atleet
- Henk Schultink (1924), Nederlands hoogleraar taalwetenschap
- Dwight Schultz (1947), Amerikaans acteur
- Melanie Schultz van Haegen (1970), Nederlands politica
- Georg-Wilhelm Schulz (1906-1986), Duits onderzeebootkapitein
- Johann Abraham Peter Schulz (1747-1800), Duits componist
- Ingo Schulze (1962), Duits schrijver
- Karl Schulze (1988), Duits roeier
- Klaus Schulze (1947-2022), Duits componist en musicus
- David Schumacher (2001), Duits autocoureur
- Harald Schumacher (1954), Duits voetballer
- Michael Schumacher (1969), Duits autocoureur
- Mick Schumacher (1999), Duits autocoureur
- Owen Schumacher (1967), Nederlands cabaretier
- Ralf Schumacher (1975), Duits autocoureur
- Ton Schumacher (1965), Nederlands hoogleraar immunologie
- Peter Schumann (1934), Duits-Amerikaans poppenspeler, theaterregisseur en beeldhouwer
- Robert Schuman (1886-1963), Frans politicus
- Clara Schumann (1819-1896), Duits componiste en pianiste
- Nils Schumann (1978), Duits atleet
- Robert Schumann (1810-1856), Duits componist
- Joseph Schumpeter (1883-1950), Oostenrijks econoom
- Vern Schuppan (1943), Australisch autocoureur
- Anne van Schuppen (1960), Nederlands atlete
- Simon Schürch (1990), Zwitsers roeier
- Morris Schuring (2005), Nederlands autocoureur
- Wolfgang Schüssel (1945), Oostenrijks premier
- Brittany Schussler (1985), Canadees schaatsster
- Alfredo Ildefonso Schuster (1880-1954), Italiaans geestelijke
- Bernd Schuster (1959), Duits voetballer en voetbalcoach
- Massimo Schuster (1950), Italiaans poppenspeler, -maker en -regisseur
- Ans Schut (1944), Nederlands schaatsster
- Willem Schut (1920-2006), Nederlands stedenbouwkundige en politicus
- Sander Schutgens (1975), Nederlands atleet
- Gerhard Schutte (1901-1978), Nederlands judoka
- Gert Schutte (1939-2022), Nederlands ambtenaar en politicus
- Xandra Schutte (1963), Nederlands journaliste
- Eltjo Schutter (1953), Nederlands atleet
- Nel Schuttevaêr-Velthuys (1903-1996), Nederlands schrijfster
- Rainer Schüttler (1976), Duits tennisser
- Heinrich Schütz (1585-1672), Duits componist
- Abraham Schuurman (1781-1865), Nederlands generaal en politicus
- Betty Schuurman (1962), Nederlands actrice
- Birgit Schuurman (1977), Nederlands actrice en zangeres
- Cees Schuurman (1898-1979), Nederlands psychiater
- Egbert Schuurman (1937), Nederlands ingenieur, filosoof en politicus
- Jeanet Schuurman (1961), Nederlands journalist en nieuwslezeres
- Johan Wilhelm Schuurman (1812-1885), Nederlands jurist
- Katja Schuurman (1975), Nederlands actrice en zangeres
- Petra Schuurman (19?), Nederlands schaakster
- Resit Schuurman (1979), Nederlands voetballer
- Tollien Schuurman (1913-1994), Nederlands sprintster en verspringster
- Wil Schuurman (1943), Nederlands politica
- Toon Schuurmans (1931-2013), Nederlands bokser
- Perr Schuurs (1999), Nederlands voetballer
- Henne Schuwer (1953), Nederlands diplomaat
- Eddy Schuyer (1913-1999), Nederlands goochelaar
- Eddy Schuyer (1940), Nederlands bestuurder en politicus

## Schw

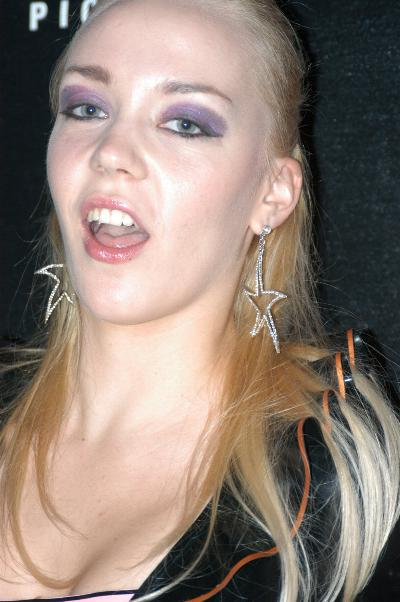
Annette Schwarz

- Daniel Schwaab (1988), Duits voetballer
- Klaus Schwab (1938), Duits ingenieur, econoom en oprichter van het World Economic Forum
- Rosemarie Schwab (1949), Duits zangeres, bekend onder de naam Mary Roos
- Samuel Heinrich Schwabe (1789-1875), Duits astronoom
- Daan Schwagermann (1920-2023), Nederlands beeldend kunstenaar
- Josef Schwammberger (1912-2004), Oostenrijks oorlogsmisdadiger
- Christina Schwanitz (1985), Duits atlete
- Eduardo Schwank (1986), Argentijns tennisser
- Claude Schwartz (1920-1968), Belgisch atleet
- Eduard Schwartz (1858-1940), Duits filoloog en historicus
- Elek Schwartz (1908-2000), Frans voetballer en voetbalcoach van Roemeens-Hongaarse afkomst
- Laurent Schwartz (1915-2002), Joods-Frans wiskundige
- Annette Schwarz (1984), Duits pornoactrice
- Marco Schwarz (1995), Oostenrijks alpineskiër
- Wolfgang Schwarz (1947), Oostenrijks kunstschaatser
- Annemarie Schwarzenbach (1908-1942), Zwitsers schrijfster, reisjournaliste en fotografe
- Arnold Schwarzenegger (1947), Oostenrijks-Amerikaans acteur, bodybuilder en politicus
- Anton Schwarzkopf, Duits attractiebouwer (1924-2001)
- Elisabeth Schwarzkopf (1915-2006), Duits-Brits operazangeres
- Alex Schwazer (1984), Italiaans atleet
- Johann Salomo Christoph Schweigger (1779-1857), Duits natuur- en scheikundige
- Bastian Schweinsteiger (1984), Duits voetballer
- Albert Schweitzer (1885-1965), Duits arts en theoloog
- Irène Schweizer (1941-2024), Zwitsers pianiste en drumster
- Adolfo Schwelm-Cruz (1923-2012), Argentijns autocoureur
- Dieter Schwemmle (1949), Duits voetballer
- Lutz Schwerin von Krosigk (1887-1977), Duits politicus
- Ingo Schwichtenberg (1965-1995), Duits drummer
- Levi Schwiebbe (1986), Nederlands voetballer
- Ben Schwietert (1997), Nederlands zwemmer
- Charles Schwietert (1943), Nederlands journalist, politicus, auteur en communicatieadviseur
- David Schwimmer (1966), Amerikaans acteur
- Julian Schwinger (1918-1994), Amerikaans theoretisch natuurkundige en Nobelprijswinnaar

## Schy
- Hanna Schygulla (1943), Duits actrice en chansonnière
- Marie-Martine Schyns (1977), Belgisch politica

## Sci
- Alexa Scimeca (1991), Amerikaans kunstschaatsster
- Annabella Sciorra (1960), Amerikaans actrice
- Mario Scirea (1964), Italiaans wielrenner en ploegleider

## Sco
- Richard Scobee (1939-1986), Amerikaans astronaut
- Paul Scofield (1922-2008), Brits acteur
- Carlo Scognamiglio (1983), Italiaans wielrenner
- Fulvio Scola (1982), Italiaans langlaufer
- Luiz Felipe Scolari (1948), Braziliaans voetballer en voetbalcoach
- Peter Scolari (1955-2021), Amerikaans acteur, filmregisseur en filmproducent
- Fred J. Scollay (1923-20215), Amerikaans acteur
- Alejandro Scopelli (1908-1987), Italiaans-Argentijns voetballer en voetbaltrainer
- Jan van Scorel (1495-1562), Nederlands kunstschilder
- Martin Scorsese (1942), Amerikaans acteur en filmregisseur
- Izabella Scorupco (1970), Pools-Zweeds actrice en zangeres
- Leungo Scotch (1996), Botswaans atleet
- Aaron Scott (1979), Brits autocoureur
- Barbara Ann Scott (1928-2012), Canadees kunstschaatsster
- Bob Scott (1928-1954), Amerikaans autocoureur
- Charles F. Scott (1864-1944), Amerikaans elektrotechnicus
- Danielle Scott (1990), Australisch freestyleskiester
- Dorian Scott (1982), Jamaicaans atleet
- Dougray Scott (1965), Schots acteur
- Duncan Scott (1997), Brits zwemmer
- Guy Scott (1944), Zambiaans politicus
- Jean Bruce Scott (1956), Amerikaans actrice
- Judith Scott, Amerikaans actrice
- Ridley Scott (1937), Brits regisseur
- Robert Falcon Scott (1868-1912), Brits ontdekkingsreiziger
- Tom Everett Scott (1970), Amerikaans acteur
- Tony Scott (1921-2007), Amerikaans jazzklarinettist
- Tony Scott (1944-2012), Brits filmregisseur
- Archie Scott-Brown (1927-1958), Schots autocoureur
- Serena Scott Thomas (1961), Brits actrice
- Piero Scotti (1909-1976), Italiaans autocoureur
- Renata Scotto (1934-2023), Italiaans operazangeres
- Johannes Scotus (810-877), Iers filosoof
- Brent Scowcroft (1925-2020), Amerikaans militair en regeringsadviseur
- Fabio Scozzoli (1988), Italiaans zwemmer

## Scr
- Petrus Scriverius (1576-1660), Nederlands oudheidkundige, filoloog en dichter
- Morgan Scroggy (1988), Amerikaans zwemster
- Roger Scruton (1944-2020), Brits filosoof

## Scu
- John Scurti, Amerikaans acteur en scenarioschrijver
- Louis Scutenaire (1905-1987), Belgisch dichter en schrijver